# Açafa on-line

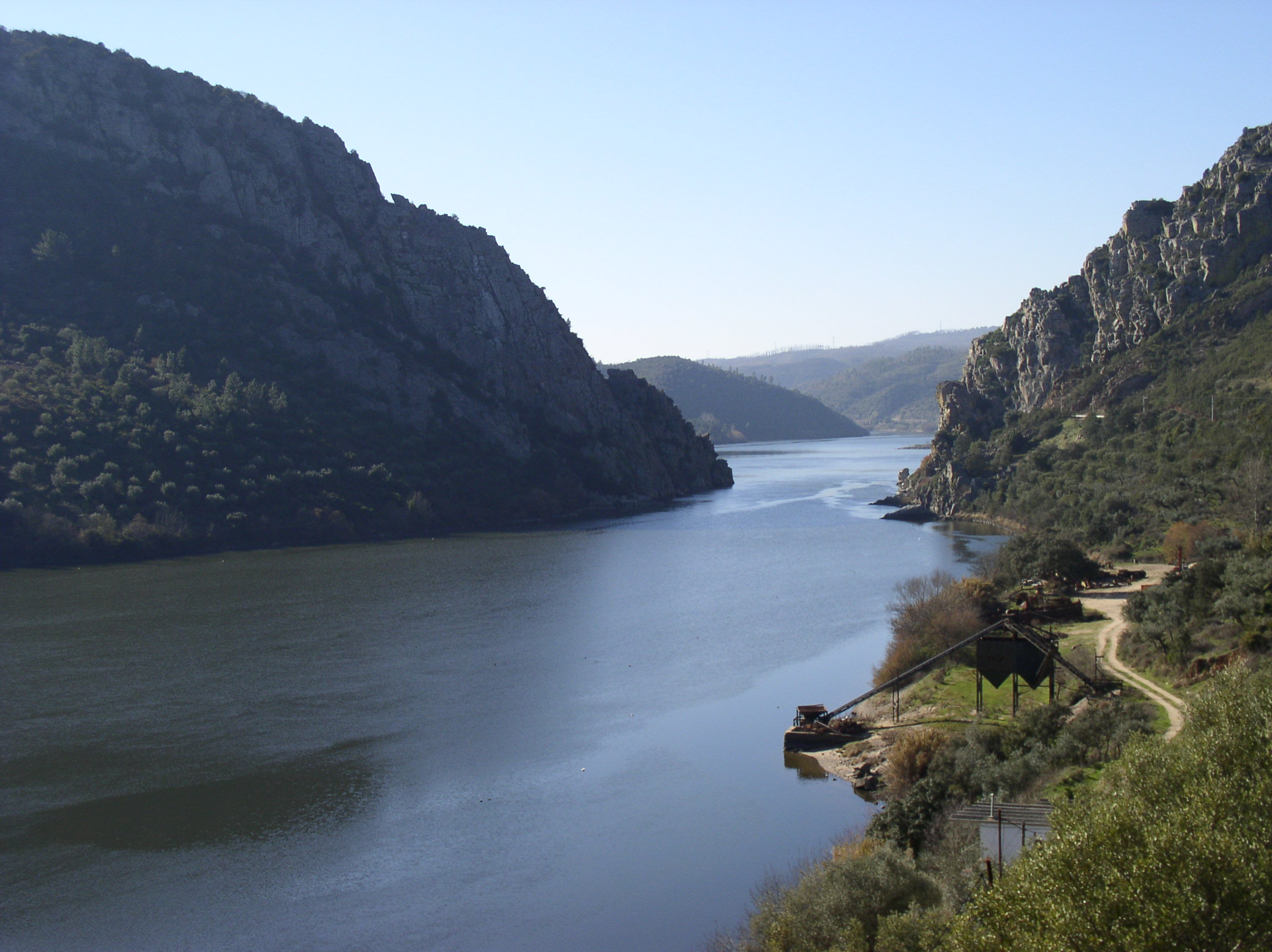
Portas de Ródão, no Alto Tejo, vista a partir de Vila Velha de Ródão, onde se encontra a sede da AEAT

Açafa on-line é uma publicação eletrónica destinada a divulgar documentos relacionados com o estudo e a salvaguarda do património cultural e do património natural da bacia interior do rio Tejo, sobretudo na região de Castelo Branco, embora possa incluir documentos de outras origens geográficas.
De acordo com a Apresentação do nº 1 (2008), a revista Açafa on-line retoma e expande, em alcance junto do público, o da série monográfica AÇAFA da qual foram editados sete números desde 1997. A AEAT editou uma outra série, entretanto extinta (Preservação).
A Açafa on-line começou a ser publicada em 2008 tendo publicado até ao presente um número anual, excepto em 2014 em que foram publicados dois números da revista, o nº 7 e o nº 8. Cada número da revista tem apresentado um conjunto variado de estudos/documentos no âmbito do seu objecto editorial.
Em 23 de fevereiro de 2022 foi publicado o número 14 da revista Açafa On-line.

## Conselho Editorial
A selecção de textos para publicação é da exclusiva responsabilidade do Conselho Editorial cuja composição actual é a seguinte: João Carlos Caninas, Francisco Henriques, Jorge Gouveia e Carlos Neto de Carvalho.

## Editor
A revista Açafa on-line é publicada pela Associação de Estudos do Alto Tejo que é uma associação sem fins lucrativos, fundada em 1973 e legalizada em Maio de 1987. Tem a sua sede social em Vila Velha de Ródão e desenvolve a sua actividade no território dos concelhos de Castelo Branco, Idanha-a-Nova, Nisa, Oleiros, Proença-a-Nova e Vila Velha de Ródão.